# Werkloosheidsuitkering
Een werkloosheidsuitkering of werklozensteun is een uitkering door een overheidsinstelling aan een werknemer die buiten zijn of haar schuld werkloos wordt en in staat en bereid is te werken.

## Algemene regels
De werkloosheidsuitkering moet dus worden onderscheiden van uitkeringen wegens ziekte en invaliditeit, contractueel of wettelijke verplichte uitkeringen door werkgevers, en gewone en vervroegde pensioenuitkeringen. In tegenstelling tot Nederlandse bijstandsuitkeringen en uitkeringen door het Belgische OCMW is de werkloosheidsuitkering niet afhankelijk van het vermogen van de ontvanger. Verder moet de werkloosheidsuitkering worden onderscheiden van werkverschaffing, waarbij voormalige werklozen een loon krijgen voor onrendabel werk. Ook bestaan er in veel landen aparte regelingen voor ontslagen ambtenaren en politici. Doorgaans eindigt de werkloosheidsuitkering meestal wanneer de ontvanger een nieuwe baan gevonden heeft, zich als zelfstandig ondernemer vestigt of de pensioengerechtigede leeftijd bereikt. Indien de werkloze geen vrijstelling heeft, is de werkloze verplicht passend werk te aanvaarden en actief naar werk te zoeken.

## Theorie
Er zijn verschillende standpunten en inzichten op het gebied van werkloosheidsuitkeringen, deels van theoretische en deels van praktische aard.
Op macro-economisch niveau stelt de Keynesiaanse school dat uitkeringen een dempende werking hebben, omdat de inkomensdaling hierdoor minder groot is en daarmee de vraag naar producten minder afneemt. Hiermee wordt voorkomen dat er een verminderde vraag naar arbeidskrachten en stijgende werkloosheid optreedt. Deze vorm van werkloosheid wordt wel conjuncturele werkloosheid genoemd.

Volgens de neoklassieke economie neemt de werkloosheid echter toe, doordat de marktruiming beperkt wordt, zodat er geen evenwichtsprijs voor arbeid ontstaat waarbij aanbod en vraag gelijk zijn aan elkaar. Dit wordt wel institutionele werkloosheid genoemd.
Op micro-economisch niveau is een gedeelte van de economen van mening dat een werkloosheidsuitkering een negatief effect op de welvaart heeft omdat werklozen daardoor minder geneigd zijn om snel een andere baan te zoeken. Anderen zijn juist van mening dat een werkloosheidsuitkering de werklozen een betere mogelijkheid biedt de meest geschikte baan te zoeken. In de ogen van de eersten is het bijvoorbeeld een zegen voor de maatschappij als een leraar de dag na zijn ontslag als schoonmaker aan het werk moet, volgens de tweede groep is dit vernietiging van maatschappelijk kapitaal.
Uit onderzoek van de RVA en de OESO blijkt dat een versterkte degressiviteit van de werkloosheidsuitkering er niet toe leidt dat er meer mensen aan de slag gaan.
Van praktische aard is een overweging dat zonder werkloosheidsuitkering de sociale onrust toe kan nemen. Zo probeerde Bismarck met de instelling van sociale verzekeringen de socialisten de wind uit de zeilen te nemen.

## De werkloosheidsuitkering in België
Een werkloosheidsuitkering wordt toegekend om het verlies aan beroepsinkomsten te vervangen, of wachtuitkeringen aan pas afgestudeerden.
In België wordt het geregeld door de werkloosheidsverzekering die een onderdeel van de sociale zekerheid is. Het wordt beheerd en georganiseerd door de Rijksdienst voor Arbeidsvoorziening (RVA) en uitbetaald door de werkloosheidskassen van de vakbonden (ABVV, ACV, ACLVB) of de Hulpkas voor Werkloosheidsuitkeringen (HVW).
In België kan men een uitkeringsaanvraag indienen zodra men niet langer loon ontvangt:
- op het einde van de opzeggingstermijn, indien men ontslagen is met «gepresteerde» opzeggingstermijn;
- op het einde van de arbeidsovereenkomst, indien men een arbeidsovereenkomst voor een bepaalde tijd had;
- op het einde van de periode die gedekt is door de verbrekingsvergoeding, indien men met vergoeding is ontslagen;
- op het einde van een wachttijd, voor pas afgestudeerden.

Bijkomend dient men te voldoen aan de "toelaatbaarheidsvoorwaarden". Zolang men aan deze voorwaarden voldoet, kon men tot 2025 van de werkloosheidsuitkering blijven genieten. In de zomer van 2018 werd besloten om de uitkering sterk te laten afnemen naarmate men langer werkloos blijft.
De regering-De Wever plant anno 2025 een beperking in de tijd tot twee jaar en zal nog andere wijzigingen doorvoeren om meer mensen te activeren. Hoe lang de werkloosheidsuitkering uitbetaald zal worden, hangt af van hoe lang men gewerkt heeft. Een jaar werken gedurende de voorbije drie jaar geeft recht op maximaal een jaar werkloosheidsuitkering, per vier extra gewerkte maanden komt er een maand uitkering bij, maar twee jaar wordt het maximum. De termijn van twee jaar wordt verlengd met het aantal dagen dat tussendoor gewerkt wordt. Voor 55-plussers geldt de beperking in tijd niet, tenminste als zij gedurende minimum 30 jaar 156 dagen per jaar gewerkt hebben. Het Stelsel van Werkloosheid met Bedrijfstoeslag (SWT) wordt afgeschaft. Gedurende de tijd zal de uitkering dalen. Met het Paasakkoord van 12 april 2025 hakte de federale regering de knoop door. De beperking tot twee jaar zou ingevoerd worden in fases, te beginnen op 1 januari 2026.
Volgens schattingen van de RVA zullen in 2026 en 2027 57.400 van de 109.000 uitkeringsgerechtigde Vlaamse werkzoekenden hun uitkering verliezen. In principe zouden die bij de VDAB al in een traject naar een job of in een opleiding moeten zitten, maar om te vermijden dat ze straks een leefloon moeten aanvragen bij het OCMW of in de inactiviteit verzeilen, zal de arbeidsbemiddelaar hen 'proactief contacteren'.

## De werkloosheidsuitkering in Nederland
In het Europese deel van Nederland geldt de Werkloosheidswet. Een werkloosheidsuitkering wordt alleen verstrekt aan mensen die tevoren een bepaalde tijd gewerkt hebben, dus niet aan schoolverlaters. Ook werknemers die hun ontslag aan zich zelf te danken hebben, zoals mensen die met hun ontslag hebben ingestemd of op staande voet ontslagen zijn komen niet in aanmerking voor een werkloosheidsuitkering. Hoelang de uitkering precies duurt, hangt af van het totale arbeidsverleden van de uitkeringsgerechtigde. De maximale duur bedroeg in het verleden 38 maanden, maar viel recent terug naar 24 maanden.
In Caribisch Nederland geldt de Cessantiawet BES. Deze voorziet in een eenmalige uitkering voor werknemers die buiten hun schuld om zijn ontslagen. De werkloze ontvangt het laatstgenoten weekloon per dienstjaar voor de dienstjaren 1 t/m 10 en 1,25 weekloon per dienstjaar voor de dienstjaren 11 t/m 20. Voor de resterende dienstjaren ontvangt de werknemer 2 weeklonen per dienstjaar.